# Кириллов, Анатолий Иванович (актёр)
Анатолий Иванович Кириллов (8 августа 1935; Ленинград, РСФСР, СССР — 22 сентября 1995; неизвестно) — советский актёр театра и кино, театральный деятель, режиссёр.

## Биография
Родился 8 августа 1935 года в Ленинграде в семье рабочего и медсестры. Когда Кириллову было несколько лет, его отец скончался, мать была вынуждена воспитывать одна двух сыновей. Во время Великой Отечественной войны в 1942 году получилось переправить детей в Барнаул, где они и остались до завершения войны.
В 1945 году Кириллов вернулся к учёбе в школе, которую прервала война. В 1953 году окончил её и поступил на актёрский факультет Школы-студии МХАТ к В. О. Топоркову. После окончания института в 1957 году, Кириллов был принят в труппу Ленинградского театра комедии имени Н. П. Акимова. В нём служил в качестве актёра, работал позже режиссёром. В 1967 году перешёл в Театр Комедии в Ленинградский театр имени Ленсовета. В 1971 году стал штатным артистом эстрадного отдела Ленконцерта, в котором оставался примерно до 1990-х годов. Репертуар Кириллова состоял обычно в нём из фельетонов и куплетов под балалайку. Также работал режиссёром на радио. 
Ушёл из жизни 22 сентября 1995 года в одиночестве. Место смерти неизвестно. Последние годы злоупотреблял алкоголем из-за карьеры, которая пошла не по плану и по причине семейных  обстоятельств. 

### Личная жизнь
Было два брака, которые распались.

## Фильмография
- 1955 — Первый эшелон — Петя
- 1956 — Карнавальная ночь — участник самодеятельности
- 1957 — Дело было в Пенькове — корреспондент
- 1960 — Третья, патетическая — Проня
- 1961 — Будни и праздники — Темкин
- 1961 — Пёстрые рассказы. От нечего делать — Щупальцев
- 1962 — Когда разводят мосты — Гена
- 1962 — Перекрёсток — участие
- 1964 — Рассказ одной девушки — участие
- 1966 — Зелёный кузнечик — участие
- 1970 — На атомной — участие
- 1970 — Особое подразделение — участие
- 1972 — Средь бела дня — гость на поминках

## Оценочные мнения
По мнению киноведа Алексея Тремасова, с первой же роли в кино Анатолий Кириллов проявил себя как интересный характерный актёр. 